# ژوزت سایمون
ژوزت سایمون (انگلیسی: Josette Simon؛ زادهٔ ۱۵ نوامبر ۱۹۶۰) بازیگر اهل بریتانیا است.
از فیلم‌ها یا برنامه‌های تلویزیونی که وی در آن نقش داشته‌است، می‌توان به چراغ‌های قرمز، آزادی را فریاد کن، اسکینز، حادثه، آدمکشان میدسامر، پوآرو، زن شگفت‌انگیز، جادوگرها، شاهد خاموش، مرلین، ویچر، برادچرچ و کارآگاه پیکاچو اشاره نمود.